# La Vache (metropolitana di Tolosa)
La Vache è una stazione della metropolitana di Tolosa, inaugurata il 30 giugno 2007. È dotata di una banchina a 11 porte e perciò non può accogliere treni composti da più di due vetture.
La stazione prende il nome da Jehan Calmet, detto Le Vaque (la vacca), agricoltore il cui terreno era situato nelle vicinanze. Il nome del proprietario dell'appezzamento si è trasmesso al quartiere, e di conseguenza alla stazione della metro.

## Architettura
L'architetto della stazione è Jean-Paul Ribes. L'opera d'arte all'interno è realizzata da Corinne Sentou. Essa consiste in un semi-cilindro grigio incastrato nel muro, perforato in modo da lasciar passare la luce dei LED installati dietro.

## Servizi
La stazione dispone di:
- Biglietteria automatica
- Scale mobili